# Marcela Lesich
Marcela Alejandra Lesich (Quilmes, 20 de febrero de 1966-Argentina, 3 de octubre de 2018) fue una futbolista argentina que se desempeñó como arquera y posteriormente directora técnica. Tuvo una extensa trayectoria en el Club Boca Juniors cosechando un total de 20 títulos como jugadora, delegada y entrenadora. Como directora técnica fue galardoneada cinco veces con el Premio Alumni y en 2019 se convirtió de forma póstuma en la primera mujer en ser homenajeada en el Museo de la Pasión Boquense.

## Inicios
Nació en Quilmes y comenzó jugando partidos informales con amigos varones. Recién a sus diecisiete años conoció a otras mujeres interesadas en jugar al fútbol, participando por primera vez en un equipo femenino en el Club Socia y Deportivo Unión de Ezpeleta perteneciente al sudoeste del partido de Quilmes, en la localidad de Ezpeleta.
Luego de pasar por Unión de Ezpeleta desembarcó en Dock Sud, en la localidad de Avellaneda, jugando para Club Atlético Independiente. Sin embargo sus primeros partidos y torneos amateurs no eran de fútbol once, sino de futsal o similar, y debido a lo mal visto que estaba el fútbol femenino generalmente debía ir a jugar a escondidas de sus padres.
Su primer partido en una cancha de once fue como parte de un triangular disputado en el estadio de San Telmo y Club Social y Cultural Deportivo Laferrere y representando al Club Atlético Independiente, club al que solo le habían pedido prestado el nombre. En el triangular Marcela Lesich comenta que decidió que su puesta iba a ser el de arquera.
Anteriormente en el Club Socia y Deportivo Unión de Ezpeleta jugaba como delantera ya que por ese entonces jugaba al baby fútbol.
En uno de los partidos en cancha de 11 disputado en la cancha de Laferrere. Lesich llegó a atajar tres penales en un mismo partido con tres pateadoras diferentes, sin haber tenido experiencia en atajar en arcos de fútbol de once.
En los años 88 y 89 fue arquera en All Boys en donde también probó a desempeñarse como defensa, cediendo el puesto a Lucila Sandoval, arquera suplente hasta entonces.

## Trayectoria profesional

### Torneos oficiales
Luego del comienzo en 1991 de los campeonatos de fútbol femenino organizados por AFA fue arquera de  Club Sportivo Dock Sud, Club Atlético Independiente, Racing Club de Avellaneda y  por último el Club Atlético Boca Juniors.
En 1995 jugó por primera vez en Boca Juniors, permaneciendo solo por un breve periodo. Luego en el año 1998 retornaría en un lapso a la portería de Independiente, para luego jugar en el Club Atlético Excursionistas por un breve tiempo, ya que luego de finalizar la pretemporada en Excursionista, Rodríguez Seone la llama para volver en el año 2000 a ocupar los tres palos del club Xeneize.
Retornaría al club de La Rivera en el 2000 cuando ya tenía treinta y cuatro años y se encontraba considerando la idea de retirarse. A partir de ese momento comenzaría su época más exitosa como jugadora, llegando a ganar ocho campeonatos atajando para el club.
En el Torneo 2000-01 salió campeona tras vencer en la última fecha a River Plate, clásico rival de Boca Juniors, y atajando un penal en dicho enfrentamiento.
Su retiro como jugadora, teniendo cerca de cuarenta años de edad, sería también en un clásico frente a River Plate, venciendo 8 a 3 y logrando simultáneamente el campeonato Clausura 2005.
A lo largo de su carrera futbolística estuvo al menos por un periodo en la mayoría de los equipos femeninos, con excepción de River Plate en donde nunca jugó.

### Como delegada

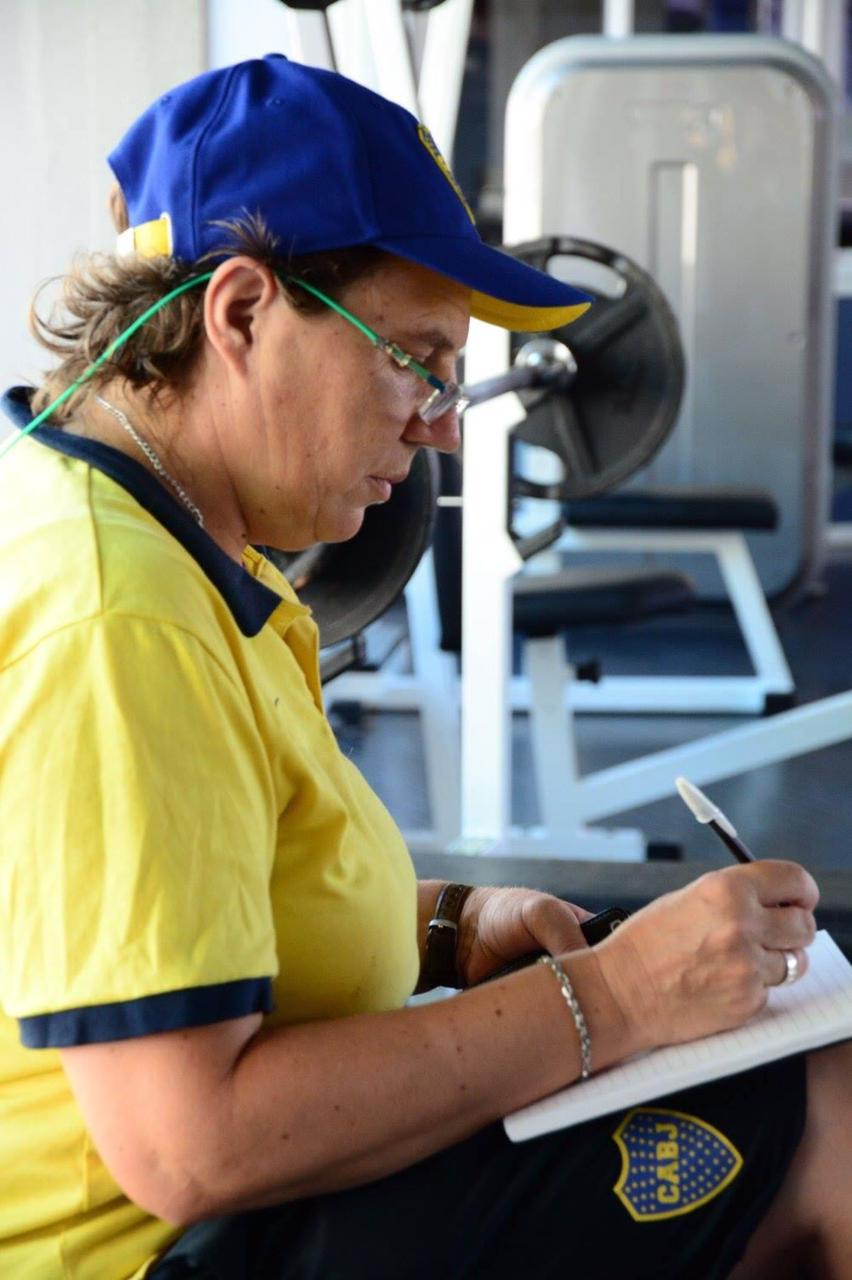
Lesich en 2015.

En su rol de delegada de Boca Juniors, "Las Gladiadoras" obtuvieron el pase a la primera copa internacional para el club en el año 2010. Con Marcela Lesich el Xeneize consiguió el primer pase a la Copa Libertadores femenina, alcanzando la medalla de bronce para la institución de La Rivera.
Luego de ser Delegada llegaría el turno de ponerse el buzo de entrenadora de Boca Juniors.

### Como entrenadora
Comenzó a dirigir a Boca Juniors en Torneo Femenino Apertura 2011 reemplazando al técnico anterior durante el transcurso de ese mismo torneo en la última fecha del campeonato, enfrentando en la fecha 11 al Club Atlético San Lorenzo de Almagro. En dicho encuentro Boca Juniors no tenía otra opción que ganar para coronarse campeón. Marcela Lesich debió formar un equipo prácticamente nuevo debido a que se fueron del club Xeneize 9 jugadoras titulares. Cuenta Marcela Lesich en una entrevista para "Las Pioneras del Futbol Femenino ARG" que debió formar un equipo de cero y salir a jugar en condición de visitante. Dicho encuentro Boca Juniors ganó por la mínima contra "Las Cuervas" y se consagró campeón del torneo, consiguiendo en esa edición su segundo título como entrenadora en la Primera División A del fútbol femenino en Argentina. Los dos torneos siguientes, Clausura 2011 y Apertura 2011, también serían ganados bajo su dirección técnica. Luego de tener que conformarse con un subcampeonato en el Clausura 2012, volvió a ganar tres torneos consecutivos: el Apertura 2012, el Clausura 2013 y el Inicial 2013, logrando de ese modo seis títulos en sus siete primeros torneos al mando de la dirección técnica del equipo.
Simultáneamente a la obtención de estos campeonatos logró la clasificación a la Copa Libertadores Femenina en cuatro oportunidades, dirigiendo a Boca Juniors en las ediciones de 2011, 2012, 2013 y 2014.
A los títulos mencionados anteriormente se suma en 2015 el de la Supercopa femenina de Argentina, única edición en que se disputó el torneo, conquistando en total siete título como entrenadora del plantel femenino de Boca Juniors.
En 2016, luego de ganar un torneo amistoso en la ciudad de Azul, fue polémicamente despedida del club. Orlando Salvestrini, miembro de la comisión directiva de Boca Juniors, expresó en Twitter que la decisión de desafectarla no tenía relación con su desempeño, sino que pensaban que para el nuevo ciclo sería mejor un cuerpo técnico masculino. Lesich manifestó sentirse discriminada por ser mujer.
El 29 de marzo del 2016, le realizaron una entrevista en el programa de radio Sólo Fútbol Femenino en la FM Zónica, en esa misma entrevista Marcela Lesich informa que le ofrecieron en tres oportunidades el puesto de Directora Técnica de la Selección femenina de fútbol de Argentina, y Boca Juniors no la dejó ir en dos oportunidades.

A mí me habían elegido para ser DT de la Selección Argentina, pero Boca no me dejó ir. En estos tres años, me citaron tres veces para agarrar Argentina. La primera, no quise ir. Las otras dos, no me dejaron.
Marcela Lesich

## Palmarés como jugadora
| Título                                  | Equipo                     | País      | Año  |
| --------------------------------------- | -------------------------- | --------- | ---- |
| Campeonato de Fútbol Femenino 2000 - 01 | Club Atlético Boca Juniors | Argentina | 2000 |
| Torneo Femenino Apertura 2001           | Club Atlético Boca Juniors | Argentina | 2001 |
| Torneo Femenino Clausura 2002           | Club Atlético Boca Juniors | Argentina | 2002 |
| Torneo Femenino Apertura 2003           | Club Atlético Boca Juniors | Argentina | 2003 |
| Torneo Femenino Clausura 2004           | Club Atlético Boca Juniors | Argentina | 2004 |
| Torneo Femenino Apertura 2004           | Club Atlético Boca Juniors | Argentina | 2004 |
| Torneo Femenino Clausura 2005           | Club Atlético Boca Juniors | Argentina | 2005 |
| Torneo Femenino Apertura 2005           | Club Atlético Boca Juniors | Argentina | 2005 |

Fuente:

## Palmarés como entrenadora
| Título                                      | Equipo                     | País      | Año  |
| ------------------------------------------- | -------------------------- | --------- | ---- |
| Torneo Femenino Apertura 2010               | Club Atlético Boca Juniors | Argentina | 2010 |
| Torneo Femenino Clausura 2011               | Club Atlético Boca Juniors | Argentina | 2011 |
| Torneo Femenino Apertura 2011               | Club Atlético Boca Juniors | Argentina | 2011 |
| Torneo Femenino Apertura 2012               | Club Atlético Boca Juniors | Argentina | 2012 |
| Torneo Femenino Clausura 2013               | Club Atlético Boca Juniors | Argentina | 2013 |
| Torneo Femenino Inicial 2013                | Club Atlético Boca Juniors | Argentina | 2013 |
| Supercopa Argentina de Fútbol Femenino 2015 | Club Atlético Boca Juniors | Argentina | 2015 |

## Distinciones individuales
| Distinción                                                       | Año  | Ref.   |
| ---------------------------------------------------------------- | ---- | ------ |
| Premio Alumni a «Director Técnico Destacado» en fútbol femenino. | 2011 | [ 19 ] |
| Premio Alumni a «Director Técnico Destacado» en fútbol femenino. | 2012 | [ 20 ] |
| Premio Alumni a «Director Técnico Destacado» en fútbol femenino. | 2013 | [ 21 ] |
| Premio Alumni a «Director Técnico Destacado» en fútbol femenino. | 2014 | [ 22 ] |
| Premio Alumni a «Director Técnico Destacado» en fútbol femenino. | 2015 | [ 23 ] |

### Otros homenajes
- Desde mayo de 2019 se la recuerda de forma permanente por medio de una gigantografía en el Museo de la Pasión Boquense, siendo la primera mujer en recibir tal homenaje.[24][25][26]